# Trimma
Trimma es un género de gobios originarios de los océanos Índico y Pacífico.

## Especies
Actualmente hay 72 especies reconocidas en este género:
- Trimma agrena (R. Winterbottom y I. S. Chen, 2004)
- Trimma anaima (R. Winterbottom), 2000
- Trimma annosum (R. Winterbottom), 2003
- Trimma anthrenum (R. Winterbottom), 2006
- Trimma avidori (Goren, 1978)
- Trimma barralli (R. Winterbottom), 1995
- Trimma benjamini (R. Winterbottom), 1996
- Trimma bisella (R. Winterbottom), 2000
- Trimma caesiura (D. S. Jordan & Seale, 1906)
- Trimma cana (R. Winterbottom, 2004)
- Trimma caudipunctatum (T. Suzuki & Senou, 2009)
- Trimma cheni (R. Winterbottom, 2011)
- Trimma corallinum (J. L. B. Smith, 1959)
- Trimma dalerocheila (R. Winterbottom, 1984)
- Trimma emeryi (R. Winterbottom, 1985)
- Trimma erdmanni (R. Winterbottom, 2011)
- Trimma fangi (R. Winterbottom y I. S. Chen, 2004)
- Trimma fasciatum (T. Suzuki, Sakaue & Senou, 2012)[2]
- Trimma filamentosus (R. Winterbottom, 1995)
- Trimma fishelsoni (Goren, 1985)
- Trimma flammeum (J. L. B. Smith, 1959)
- Trimma flavatrum (K. Hagiwara y R. Winterbottom, 2007)
- Trimma flavicaudatum (Goren, 1982)
- Trimma fraena (R. Winterbottom, 1984)
- Trimma fucatum (R. Winterbottom y Southcott, 2007)
- Trimma gigantum (R. Winterbottom y Zur, 2007)
- Trimma grammistes (Tomiyama, 1936)
- Trimma griffithsi (R. Winterbottom, 1984)
- Trimma habrum (R. Winterbottom, 2011)
- Trimma haima (R. Winterbottom, 1984)
- Trimma haimassum (R. Winterbottom, 2011)
- Trimma halonevum (R. Winterbottom, 2000)
- Trimma hayashii (K. Hagiwara y R. Winterbottom, 2007)
- Trimma helenae (R. Winterbottom, Erdmann y Cahyani, 2014)[3]
- Trimma hoesei (R. Winterbottom, 1984)
- Trimma hotsarihiensis (R. Winterbottom, 2009)
- Trimma imaii (T. Suzuki y Senou, 2009)
- Trimma kudoi (T. Suzuki y Senou, 2008)
- Trimma lantana (R. Winterbottom y Villa, 2003)
- Trimma macrophthalmum (Tomiyama, 1936)
- Trimma maiandros (Hoese, R. Winterbottom y Reader, 2011)
- Trimma marinae (R. Winterbottom, 2005)
- Trimma matsunoi (T. Suzuki, Sakaue y Senou, 2012)[2]
- Trimma mendelssohni (Goren, 1978)
- Trimma milta (R. Winterbottom, 2002)
- Trimma nasa (R. Winterbottom, 2005)
- Trimma naudei (J. L. B. Smith, 1957)
- Trimma necopina (Whitley, 1959)
- Trimma nomurai (T. Suzuki y Senou), 2007
- Trimma okinawae (Aoyagi, 1949)
- Trimma omanensis (R. Winterbottom, 2000)
- Trimma papayum (R. Winterbottom, 2011)
- Trimma preclarum (R. Winterbottom, 2006)
- Trimma randalli (R. Winterbottom y Zur, 2007)
- Trimma rubromaculatum (G. R. Allen y Munday, 1995)
- Trimma sanguinellus (R. Winterbottom y Southcott, 2007)
- Trimma sheppardi (R. Winterbottom, 1984)
- Trimma sostra (R. Winterbottom, 2004)
- Trimma squamicana (R. Winterbottom, 2004)
- Trimma stobbsi (R. Winterbottom, 2001)
- Trimma striatum (Herre, 1945)
- Trimma tauroculum (R. Winterbottom y Zur, 2007)
- Trimma taylori (Lobel, 1979)
- Trimma tevegae (Cohen y W. P. Davis, 1969)
- Trimma unisquamis (Gosline, 1959)
- Trimma volcana (R. Winterbottom, 2003)
- Trimma winchi (R. Winterbottom, 1984)
- Trimma winterbottomi (J. E. Randall y Downing, 1994)
- Trimma woutsi (R. Winterbottom, 2002)
- Trimma xanthochrum (R. Winterbottom, 2011)
- Trimma yanagitai (T. Suzuki y Senou, 2007)
- Trimma yanoi (T. Suzuki y Senou, 2008)